# سومرفيل (ماساتشوستس)
سومرفيل (بالإنجليزية: Somerville, Massachusetts)‏ هي مدينة تقع في الولايات المتحدة في مقاطعة ميدلسيكس (ماساشوستس). يقدر عدد سكانها بـ 75,754 نسمة ومساحتها 10.9 كم2 وترتفع عن سطح البحر 4 متر.

## التركيبة السكانية
حدّد مكتب تعداد الولايات المتحدة بيانات التركيبة السكانية لسومرفيل في تعداد الولايات المتحدة. في ما يلي، التركيبة السكانية حسب تعدادي 2000 و2010.

### تعداد عام 2000
بلغ عدد سكان سومرفيل 77,478 نسمة بحسب تعداد عام 2000، وبلغ عدد الأسر 31,555 أسرة وعدد العائلات 14,668 عائلة مقيمة في المدينة. في حين سجلت الكثافة السكانية 7,082.1 نسمة لكل كيلومتر مربع (18,342.6/ميل2). وبلغ عدد الوحدات السكنية 32,477 وحدة بمتوسط كثافة قدره 2,968.6 لكل كيلومتر مربع (7,688.6/ميل2).
وتوزع التركيب العرقي للمدينة بنسبة 76.97% من البيض و6.50% من الأمريكيين الأفارقة و0.22% من الأمريكيين الأصليين و6.44% من الأمريكيين ذوي الأصول الآسيوية و0.06% من سكان جزر المحيط الهادئ و4.96% من الأعراق الأخرى و4.85% من عرقين مختلطين أو أكثر و8.76% من الهسبانيون أو اللاتينيون من أي عرق.
بلغ عدد الأسر 31,555 أسرة كانت نسبة 20.9% منها لديها أطفال تحت سن الثامنة عشر تعيش معهم، وبلغت نسبة الأزواج القاطنين مع بعضهم البعض 32.2% من أصل المجموع الكلي للأسر، ونسبة 10.3% من الأسر كان لديها معيلات من الإناث دون وجود شريك، بينما كانت نسبة 4% من الأسر لديها معيلون من الذكور دون وجود شريكة وكانت نسبة 53.5% من غير العائلات. تألفت نسبة 31% من أصل جميع الأسر من عدة أفراد يعيشون في نفس المنزل ونسبة 8.8% كانت تتألف من شخص يعيش بمفرده يبلغ من العمر 65 عاماً أو أكثر. وبلغ متوسط حجم الأسرة المعيشية 2.38، أما متوسط حجم العائلات فبلغ 3.06.
بلغ العمر الوسطي للسكان 31.1 عاماً. وكانت نسبة 14.7% من القاطنين تحت سن الثامنة عشر، وكانت نسبة 13.5% بين الثامنة عشر والرابعة والعشرين عاماً، ونسبة 42.4% كانت واقعةً في الفئة العمرية ما بين الخامسة والعشرين والرابعة والأربعين عاماً، ونسبة 16% كانت ما بين الخامسة والأربعين والرابعة والستين، ونسبة 10.1% كانت ضمن فئة الخامسة والستين عاماً فما فوق. يوجد لكل 100 أنثى 95.0 ذكر، ويوجد لكل 100 أنثى في الثامنة عشر من عمرها فما فوق 93.3 ذكر.
بلغ متوسط دخل الأسرة في المدينة 46,315 دولارًا، أما متوسط دخل العائلة فبلغ 51,243 دولارًا. وكان متوسط دخل الذكور 36,333 دولارًا مقابل 31,418 دولارًا للإناث. وسجل دخل الفرد الخاص بالمدينة 23,628 دولارًا. وكانت نسبة 8.4% من العائلات ونسبة 12.5% من السكان تحت خط الفقر، وكان من هؤلاء نسبة 15.2% تحت سن الثامنة عشر ونسبة 13.6% في الخامسة والستين من العمر وما فوق.

### تعداد عام 2010
بلغ عدد سكان سومرفيل 75,754 نسمة بحسب تعداد عام 2010، وبلغ عدد الأسر 32,105 أسرة وعدد العائلات 13,404 عائلة مقيمة في المدينة. في حين سجلت الكثافة السكانية 6,924.5 نسمة لكل كيلومتر مربع (17,934.4/ميل2). وبلغ عدد الوحدات السكنية 33,720 وحدة بمتوسط كثافة قدره 3,082.3 لكل كيلومتر مربع (7,983.1/ميل2).
وتوزع التركيب العرقي للمدينة بنسبة 73.92% من البيض و6.81% من الأمريكيين الأفارقة و0.26% من الأمريكيين الأصليين و8.72% من الأمريكيين ذوي الأصول الآسيوية و0.04% من سكان جزر المحيط الهادئ و6.67% من الأعراق الأخرى و3.58% من عرقين مختلطين أو أكثر و10.58% من الهسبانيون أو اللاتينيون من أي عرق.
بلغ عدد الأسر 32,105 أسرة كانت نسبة 17.5% منها لديها أطفال تحت سن الثامنة عشر تعيش معهم، وبلغت نسبة الأزواج القاطنين مع بعضهم البعض 29.1% من أصل المجموع الكلي للأسر، ونسبة 8.9% من الأسر كان لديها معيلات من الإناث دون وجود شريك، بينما كانت نسبة 3.7% من الأسر لديها معيلون من الذكور دون وجود شريكة وكانت نسبة 58.2% من غير العائلات. تألفت نسبة 32% من أصل جميع الأسر من عدة أفراد يعيشون في نفس المنزل ونسبة 8.3% كانت تتألف من شخص يعيش بمفرده يبلغ من العمر 65 عاماً أو أكثر. وبلغ متوسط حجم الأسرة المعيشية 2.29، أما متوسط حجم العائلات فبلغ 2.92.
بلغ العمر الوسطي للسكان 31.4 عاماً. وكانت نسبة 12.1% من القاطنين تحت سن الثامنة عشر، وكانت نسبة 15% بين الثامنة عشر والرابعة والعشرين عاماً، ونسبة 45.6% كانت واقعةً في الفئة العمرية ما بين الخامسة والعشرين والرابعة والأربعين عاماً، ونسبة 18.2% كانت ما بين الخامسة والأربعين والرابعة والستين، ونسبة 9.1% كانت ضمن فئة الخامسة والستين عاماً فما فوق. وتوزع التركيب الجنسي للسكان بنسبة 49.1% ذكور و50.9% إناث.

## المدن التوأمة
مدن جيتا وRibeira Grande هي مدن توأمة لـسومرفيل (ماساتشوستس).

## أعلام
- ليونارد بي. شاندلير
- مارثا بيري لوي
- بيل كونواي
- آرثر دانيال هيلي
- هوراشيو غيرينوغ
- هال كليمنت
- فريدريكا فون استاد
- هال كونولي
- نيلسون غودمان
- تشارلز إي. أوسغود